# Sollicitudo rei socialis
Sollicitudo rei socialis est une encyclique sur le développement humain et la notion chrétienne de progrès donnée par le pape Jean-Paul II en 1987.

## Contexte historique
À l'occasion du vingtième anniversaire de l'encyclique Populorum progressio, le pape Jean-Paul II, consacrant une encyclique aux thèmes de cette encyclique, a deux objectifs : rendre hommage à ce document historique de Paul VI et réaffirmer la continuité de la doctrine sociale de l'Église catholique en même temps que son renouvellement continuel.

## Plan de l'encyclique
- I  Introduction

- II  Nouveauté de l’encyclique « Populorum Progressio »

- III  Panorama du monde contemporain

- IV  Le développement humain authentique

- V  Une lecture théologique des problèmes modernes

- VI  Quelques orientations particulières

- VII  Conclusion